# Francesc Tombas i Bonet
Francesc Tombas i Bonet   (Lliçà d'Amunt, 9 de novembre de 1929 - Barcelona, 30 de gener de 2004), més conegut com a Paco Tombas, fou un tècnic català de renom internacional dins el camp del motociclisme. Especialista en motocicletes de petita cilindrada, fou l'artífex de les Derbi de Gran Premi -conegudes com a les bales vermelles- que dominaren el Campionat del món de motociclisme durant les dècades del 1960, 1970 i 1980 a mans de pilots com ara Angel Nieto, Jorge Martínez "Aspar" o Àlex Crivillé.
Durant la seva etapa laboral, Tombas fou anomenat El geni de la llima i El mag dels dos temps (o, simplement, El mag) pel seu domini de la termodinàmica d'aquesta mena de motors.

## Resum biogràfic
Tombas va començar a treballar de mecànic d'automòbils de ben jove, inicialment al taller Auto Granollers de la capital vallesana. Més tard va fer el servei militar i un cop tornat a casa es va especialitzar en motocicletes, fins que cap al 1952 va entrar a treballar a Derbi.
Durant els seus primers anys a Derbi, Tombas hi va conèixer el tècnic Jaume Pahissa, qui fou el seu primer mestre, i diversos aprenents i mecànics que començaven a competir en motociclisme, sobre els quals va exercir el seu mestratge tant pel que fa a les tècniques de pilotatge com, sobretot, als coneixements de mecànica i disseny que els va transmetre. Entre aquests joves companys de feina i pilots cal esmentar Jaume Garriga, Pere Pi (qui anys a venir triomfà a Montesa com a pilot i responsable de desenvolupament) i Josep Montleón.

### Èxits esportius

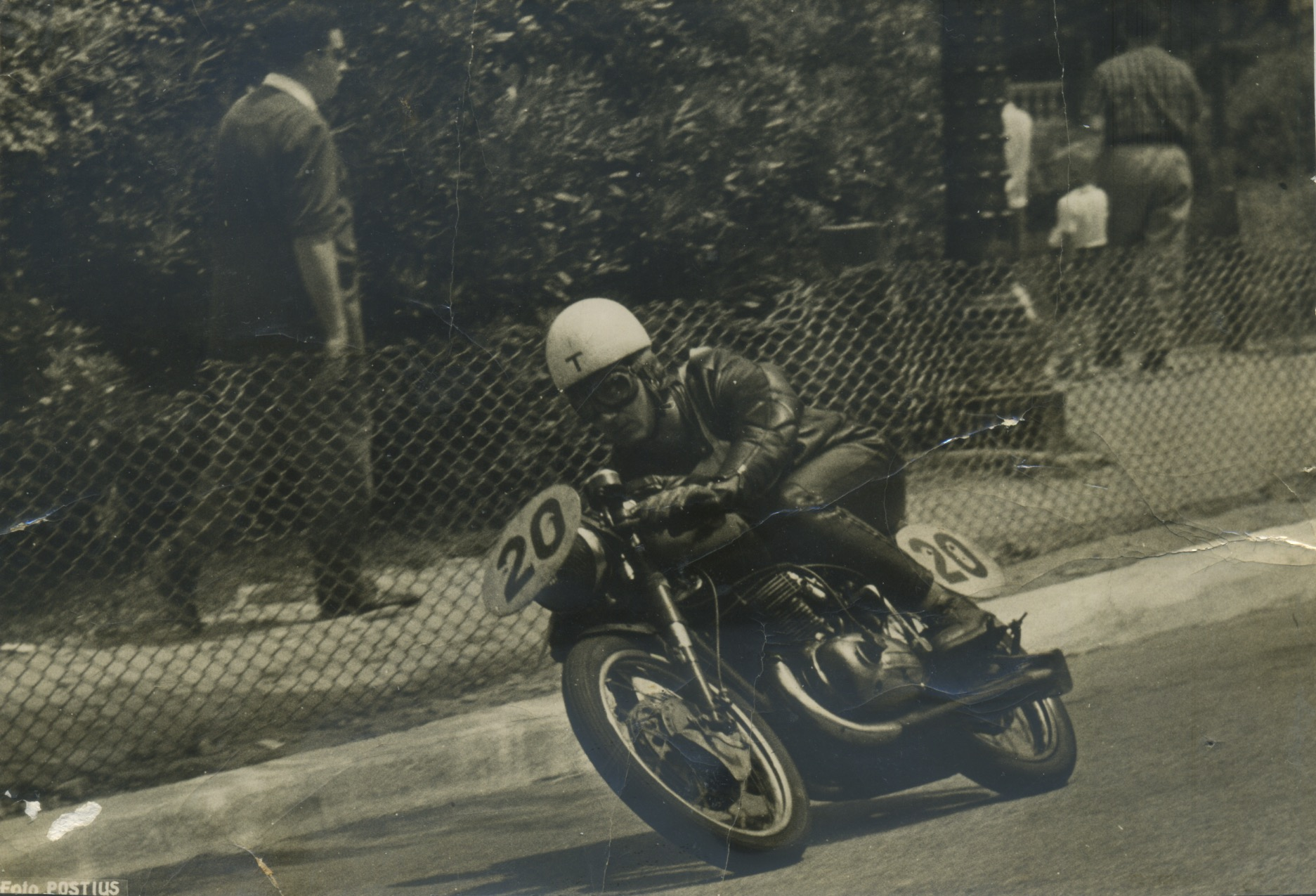
Amb la Derbi 350 durant les 24 Hores de Montjuïc de 1958

Al començament, Tombas compaginava la feina com a mecànic amb la competició esportiva, participant amb èxit en curses de velocitat i resistència. Dins el seu palmarès hi destaca la victòria al Trofeu de la Magdalena de 1956 en la categoria de 100cc i diverses victòries en pujades de muntanya: el 1953 va guanyar la Pujada a la Rabassada en la categoria de 250cc, els anys 1957 i 1958 la Pujada a Sant Genís en l'absoluta i el 1960 la Pujada a Sant Feliu de Codines en la categoria de motocicletes. El 1955 guanyà, juntament amb Andreu Basolí, el Trofeo Nacional Motociclista. Participant assidu en ral·lis motociclistes, guanyà entre altres la Volta al Vallès de 1958.
Tombas aconseguí també bons resultats a les 24 Hores de Montjuïc: cinquè lloc final i victòria en 500cc amb Andreu Basolí el 1956 i sisè i victòria en superiors a 250cc amb Simó Pou el 1958. Gràcies a aquest darrer resultat va obtenir per a Derbi el Campionat d'Espanya de resistència per marques.
Va provar també el motocròs però sense prodigar-s'hi, ja que va patir una caiguda a la primera cursa d'aquesta modalitat que va córrer, el Motocròs de Martorelles de 1957, i això el feu desistir de tornar-hi. Arran d'aquest incident, li cedí a Pere Pi la Derbi 175 amb què hi havia corregut (una moto que havia construït expressament per a la cursa) i des d'aleshores es dedicà a millorar-la i a preparar-l'hi al jove pilot de Lliçà. Fou amb aquella moto revolucionària que Pi començà a despuntar en competicions de motocròs, una modalitat que en aquells moments tot just començava a introduir-se a Catalunya.

### Les "bales vermelles"
Tot i que havia començat afinant les grans 250cc i 350cc que produïa Derbi en aquella època, l'orientació comercial de l'empresa cap al sector del ciclomotor durant els anys 60 el va conduir a màquines més petites. Segons explicà, «les primeres 50cc de curses les vam fer amb motors de sèrie arranjats que donaven 9 o 10 CV, caixes de cinc velocitats i admissió clàssica». El 1962, Derbi entrà en escena als Grans Premis de velocitat aconseguint, malgrat la seva breu preparació, mantenir a ratlla les Honda i les Suzuki de bon començament.

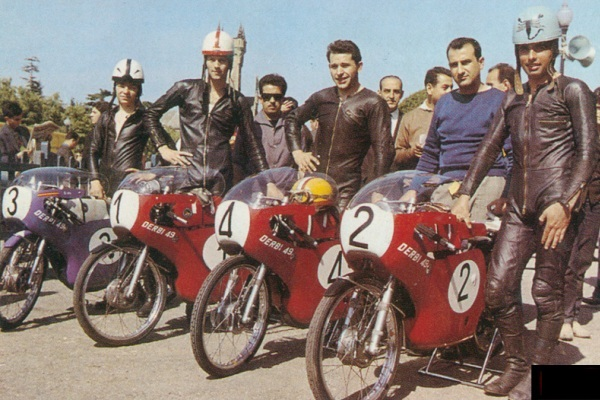
Tombas (de blau) amb l'equip oficial Derbi durant el

Tombas aplicà sempre idees innovadores durant el disseny i desenvolupament de les petites Derbi de competició. Per començar, volia una moto com més petita millor, calia que el pilot s'aplanés tant com pogués a l'hora de pilotar-la per treure'n el màxim rendiment aerodinàmic (quan Angel Nieto entrà a l'equip de curses, li va dissenyar la moto exactament a la seva mida). Pel que fa als carenats, decidí que el fet de pintar-los un cop fabricats en perjudica l'aerodinàmica; per aquesta raó, va demanar al proveïdor d'aquests components per a Derbi, Plàstics Puig, que afegís la pintura vermella a la resina durant el procés d'estampació, per tal que la peça ja sortís pintada del motlle.
Anys a venir, les Derbi de competició varen ser les primeres a incorporar l'encesa electrònica i la refrigeració per líquid integral de la culata, el cilindre i el cigonyal, amb radiador davant del carenat. Durant anys, Tombas i el seu equip tècnic utilitzaren materials especials com ara el titani i el niló d'aviació, tot aconseguint grans avenços amb l'aerodinàmica del carenat experimentant en el túnel d'aire.
Les petites Derbi de 50 i 125cc arribaren a guanyar vuit títols mundials de velocitat entre 1969 i 1988. L'arribada d'Angel Nieto havia estat un revulsiu. En paraules de Tombas, «la sort de Derbi fou que vam fer la vàlvula rotativa i va aparèixer Nieto». El binomi Derbi-Nieto havia de passar a la història pel seu domini aclaparador durant els anys 70, hegemonia que el nou binomi Derbi-Aspar va tornar a exercir durant els 80.

### Tècnic autodidacte

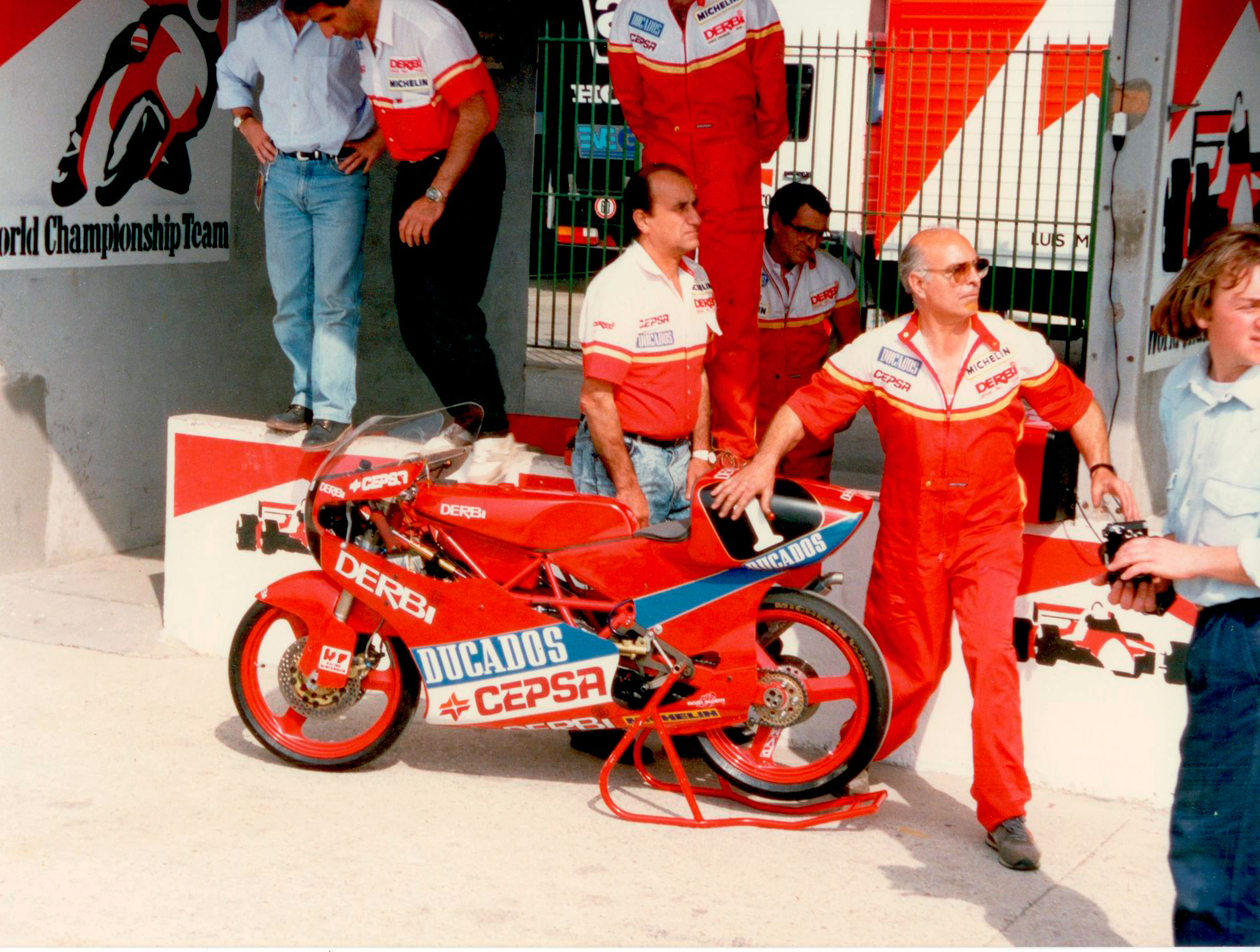
Al box amb els seus ajudants, preparant la Derbi 125 d'Aspar el

Tombas sabia treure profit dels motors de dos temps, trobar els angles i les geometries dels xassissos; n'entenia de frens, de suspensions i era el mag dels motors. Feia coordinar l'acció de l'admissió amb els transfers, la compressió del càrter, les inèrcies, la compressió i, finalment, l'escapament. I tot ho aconseguí havent estat un tècnic autodidacte, dels de la vella escola. Combinava la seva enorme intuïció i saviesa amb una gran tenacitat i uns mètodes artesanals. Com va declarar algun cop, «al començament fèiem els xassissos dibuixant-los a terra del taller amb un guix».
Paco Tombas va deixar Derbi el 1991, quan la marca va decidir de retirar-se de la competició, ja que la possibilitat de dedicar-se a dissenyar motos de sèrie l'avorria. Es va jubilar el 1993, quan el motociclisme de màxim nivell entrava en una nova era. La seva ciència empírica poc podia fer-hi ja davant l'indeturable avenç de l'electrònica, la informàtica i la telemetria. Malgrat tot, un cop jubilat encara rebia sovint a casa seva visites de joves pilots que hi anaven a demanar-li consell o que els revisés les motos.

### Empresari
A banda de la seva feina a Derbi, entre 1971 i 1976 produí a Lliçà d'Amunt motors per a curses sota la marca Frantom, al mateix temps que comercialitzava motors Derbi estàndard rectificats i molt potenciats, que amb denominació Tombax tenien molt d'èxit entre els afeccionats a la velocitat durant els anys 70 i 80. Amb la marca Tombax fabricava també nombrosos kits i components per a millorar les prestacions de tota mena de motocicletes i ciclomotors, com ara cilindres, tubs d'escapament i d'altres.

## Galeria d'imatges

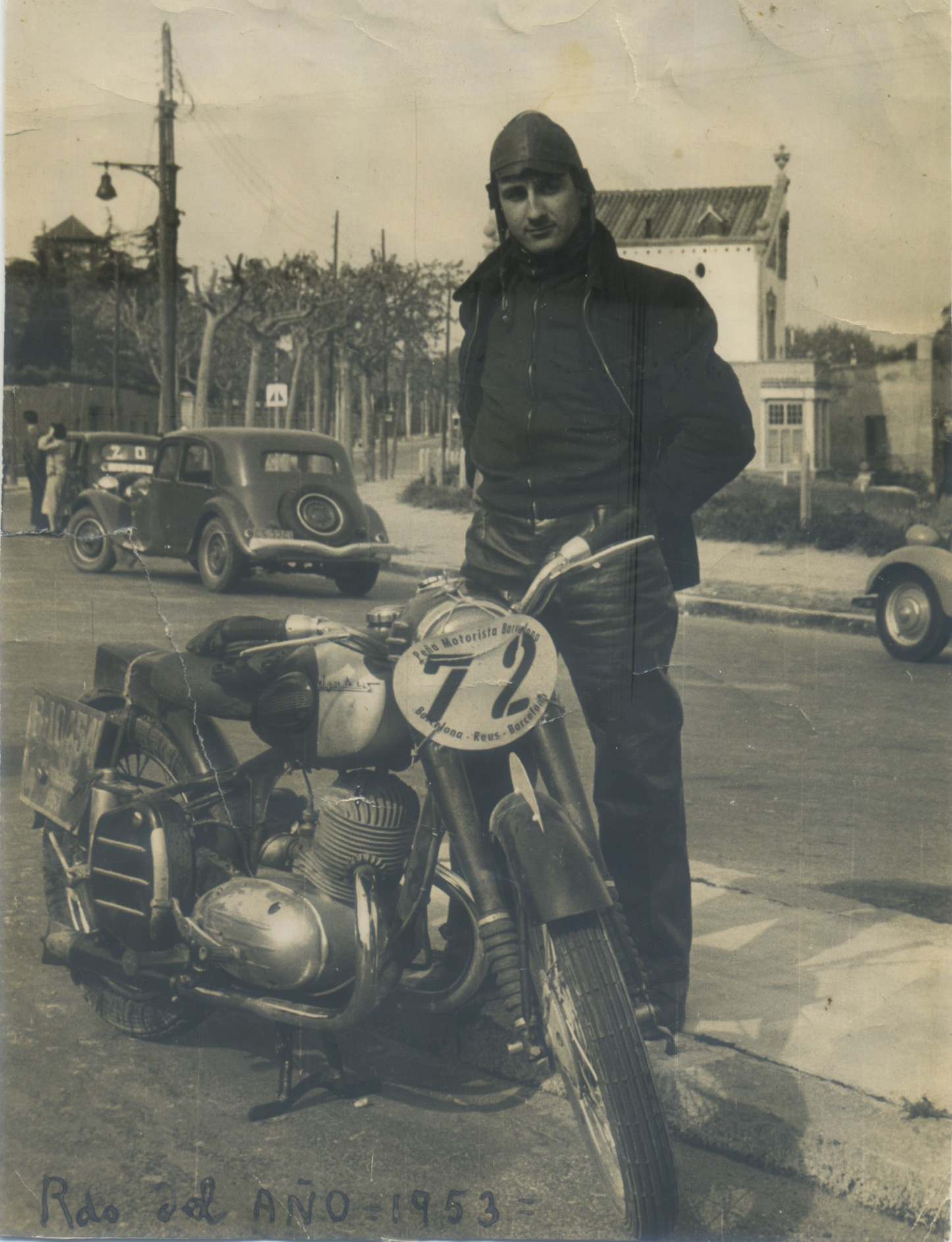
El 1953, al Ral·li Barcelona-Reus-Barcelona
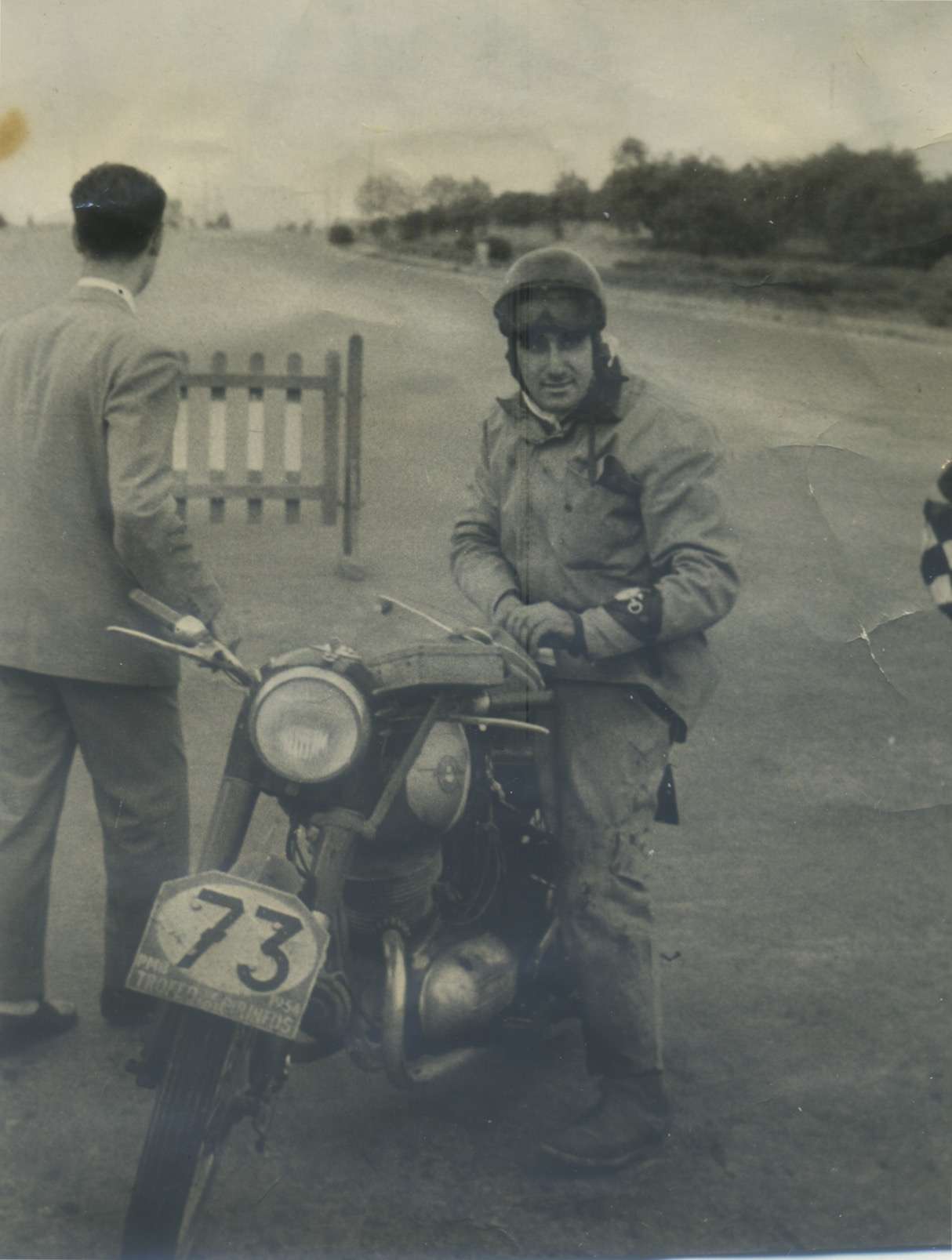
El 1954, al Ral·li Trofeu Pirineus
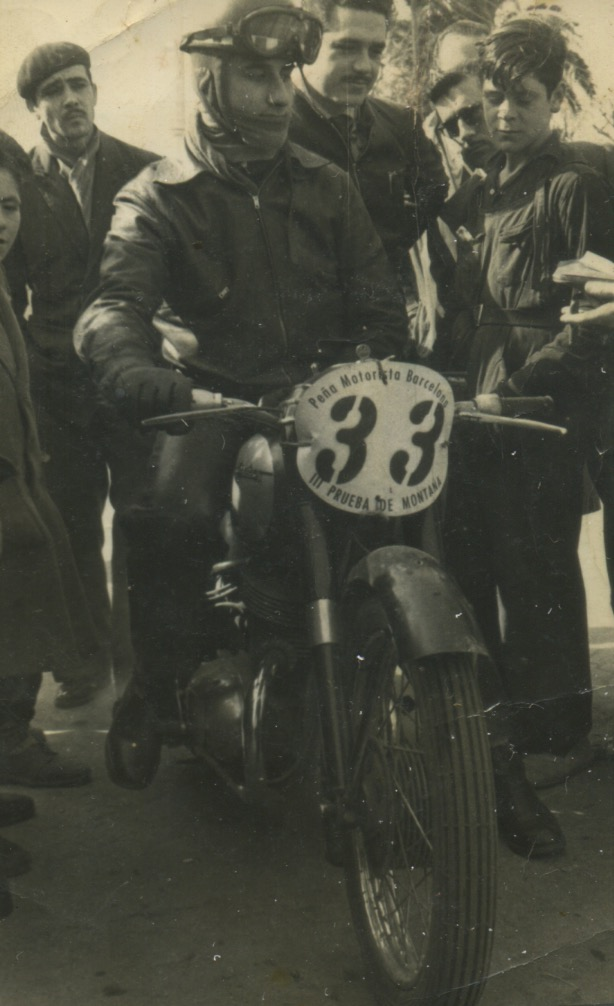
A la III Prova de Muntanya de la PMB
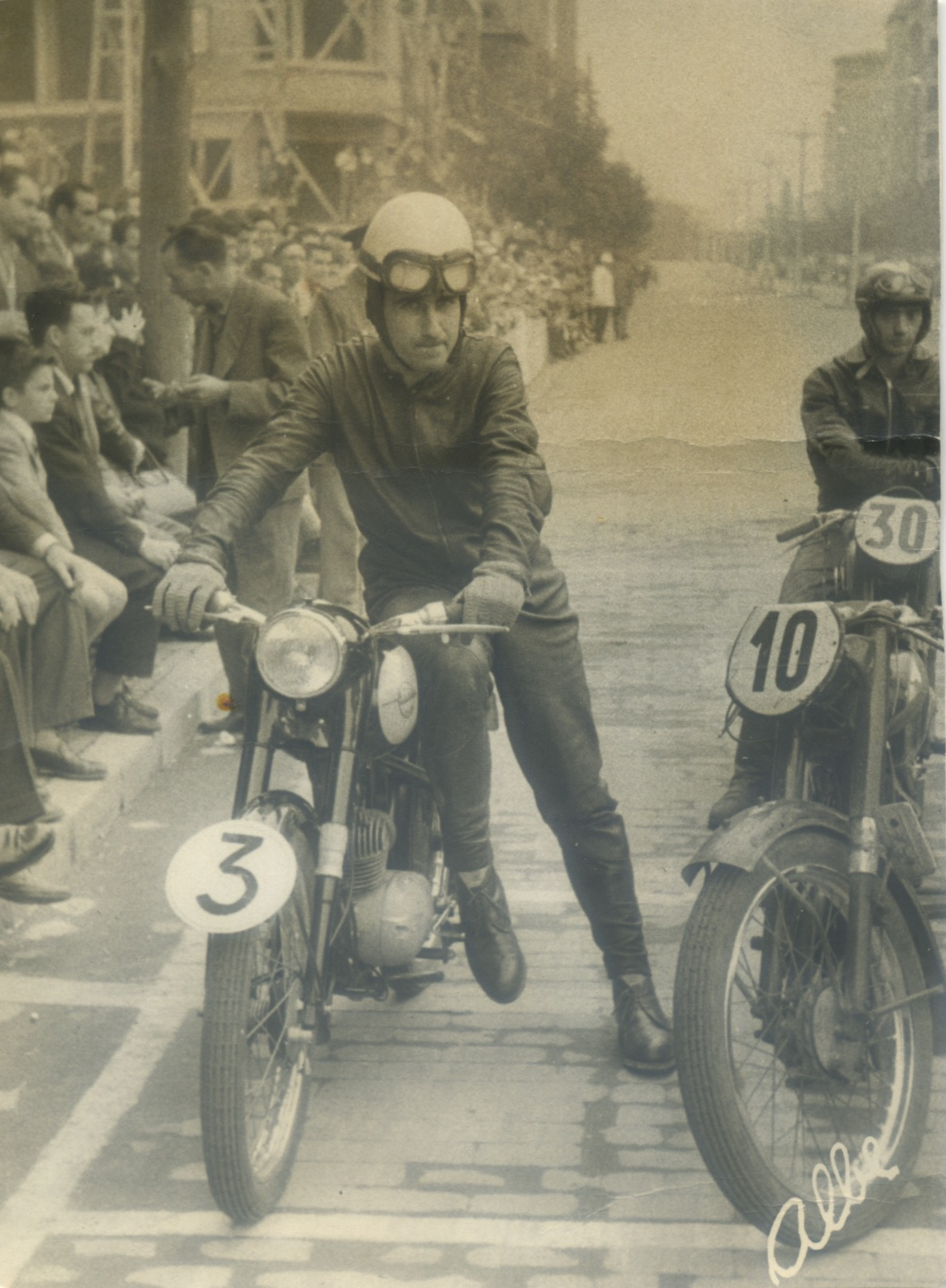
Amb la Derbi 125 a la graella, a mitjan anys 50

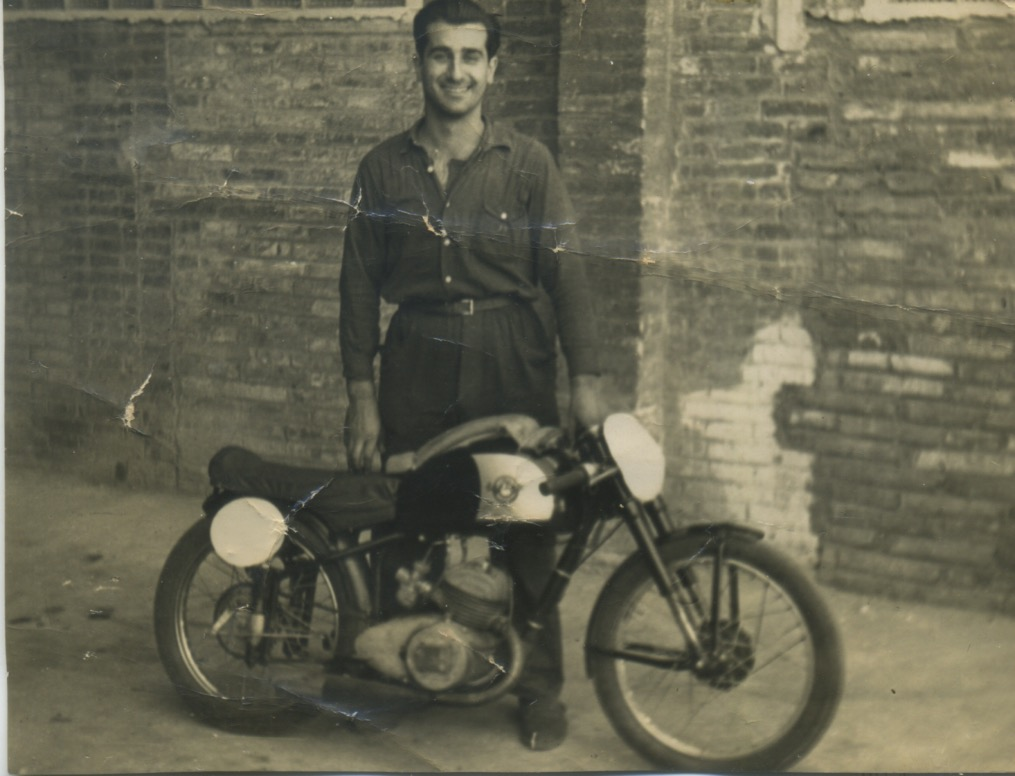
El 1954, amb la Derbi anomenada "La Rata"
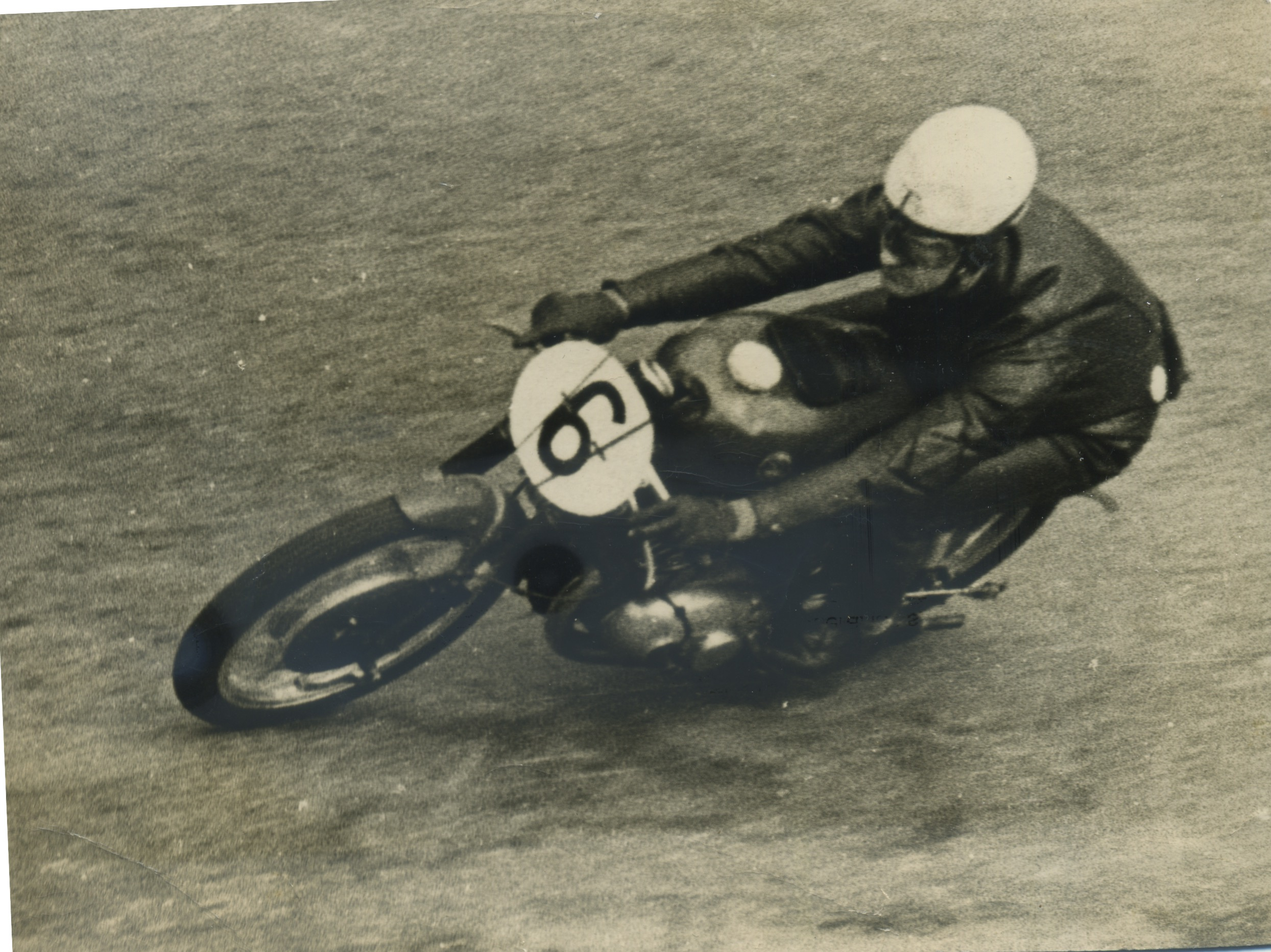
En una cursa amb la Derbi, a mitjan anys 50
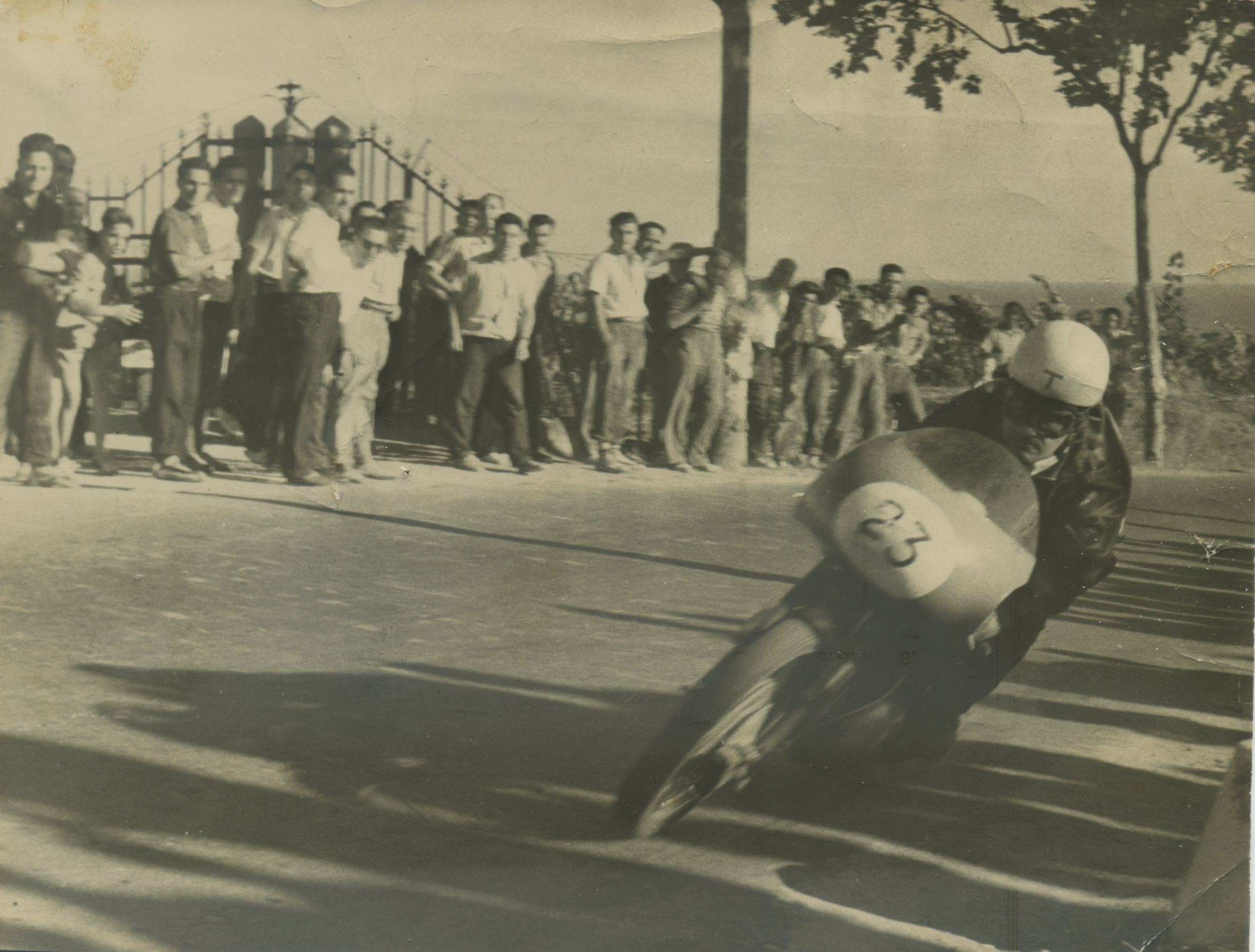
El 1957, amb la Derbi 350 a la Pujada a Sant Genís
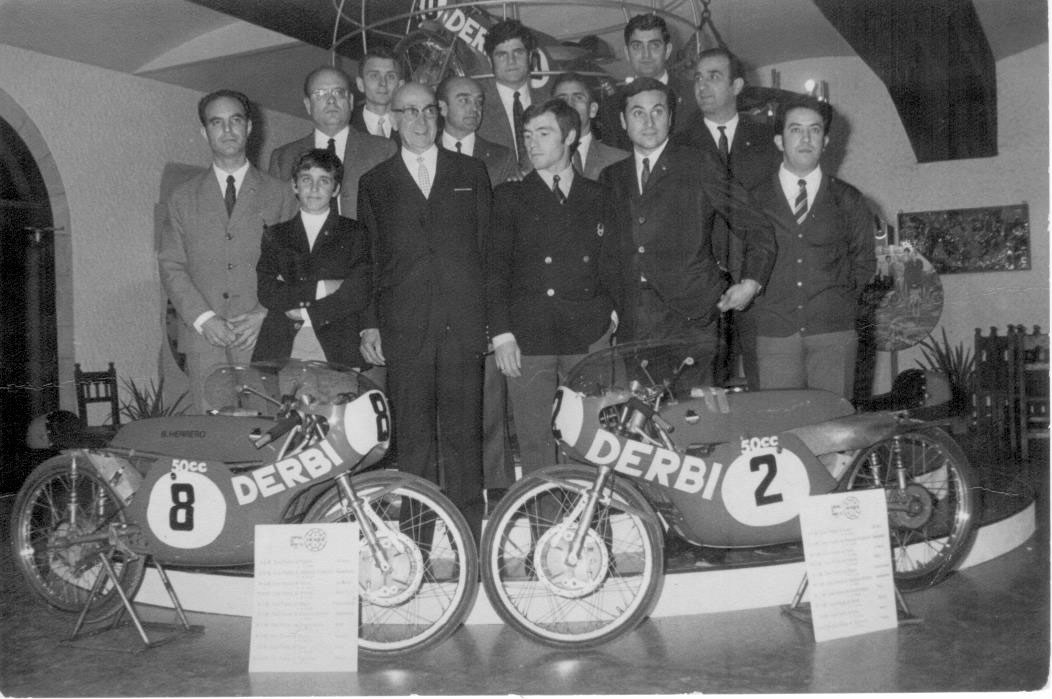
El 1969 amb Nieto, l'equip oficial i directius de Derbi

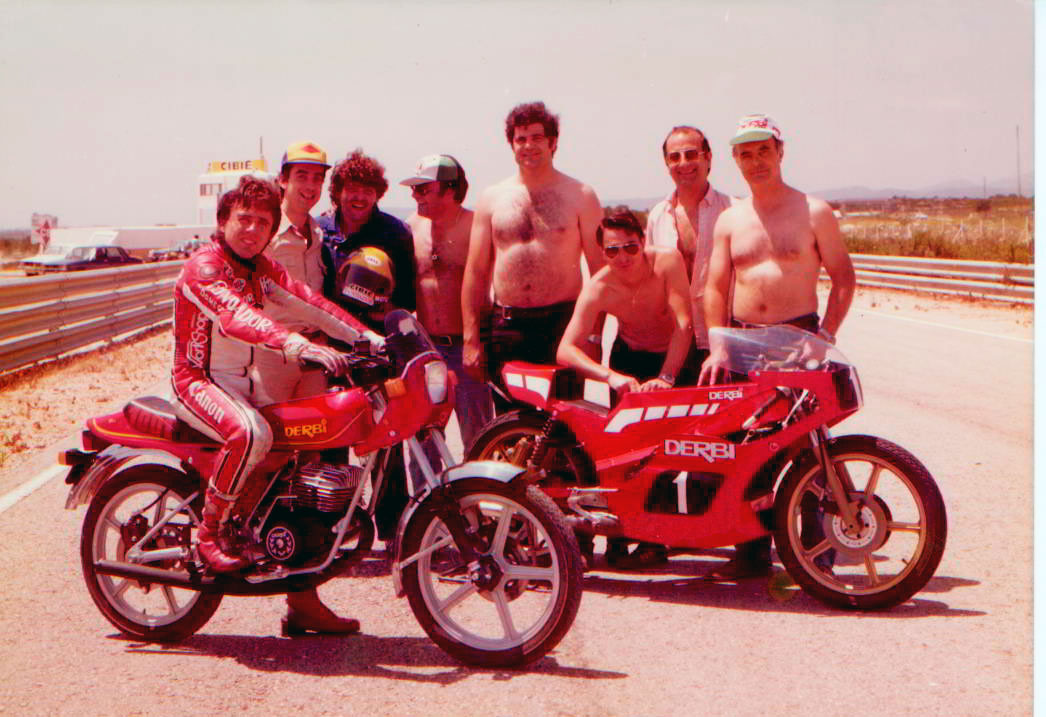
El 1980 a Calafat, amb Min Grau i membres de l'equip
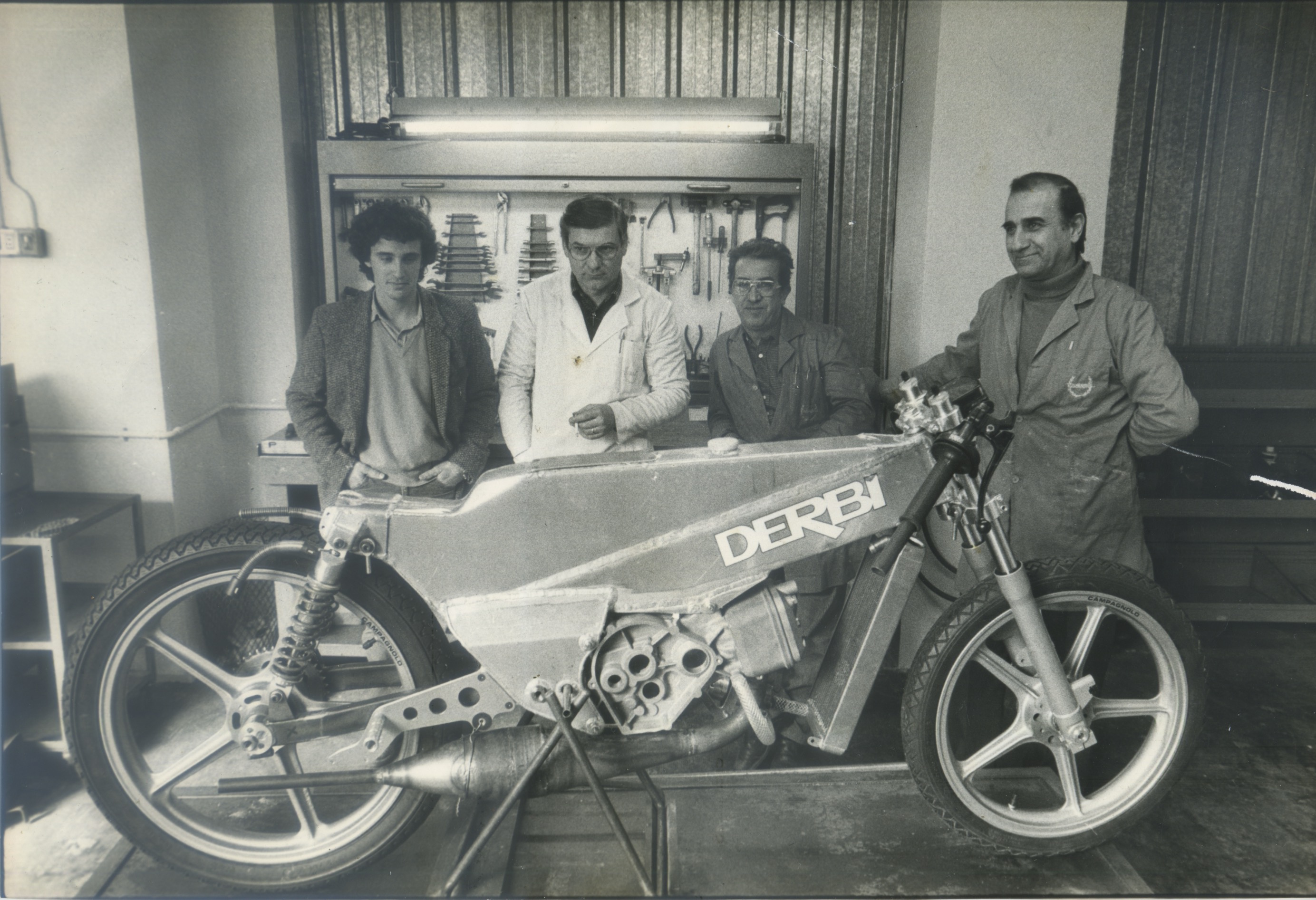
Amb una Derbi 80 de GP, a començaments dels 80
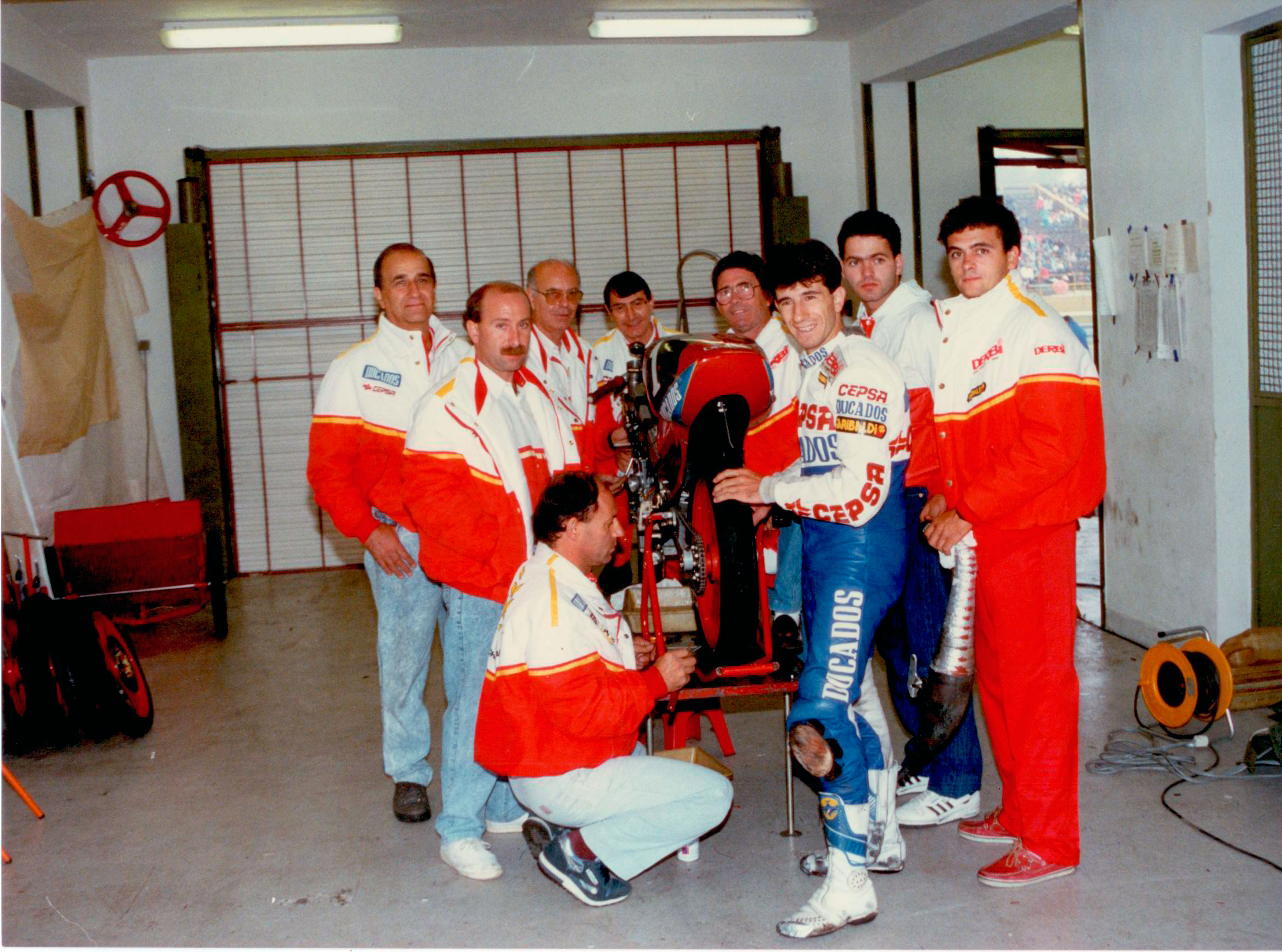
El 1989 amb l'equip Derbi al box, preparant la 125 d'Aspar
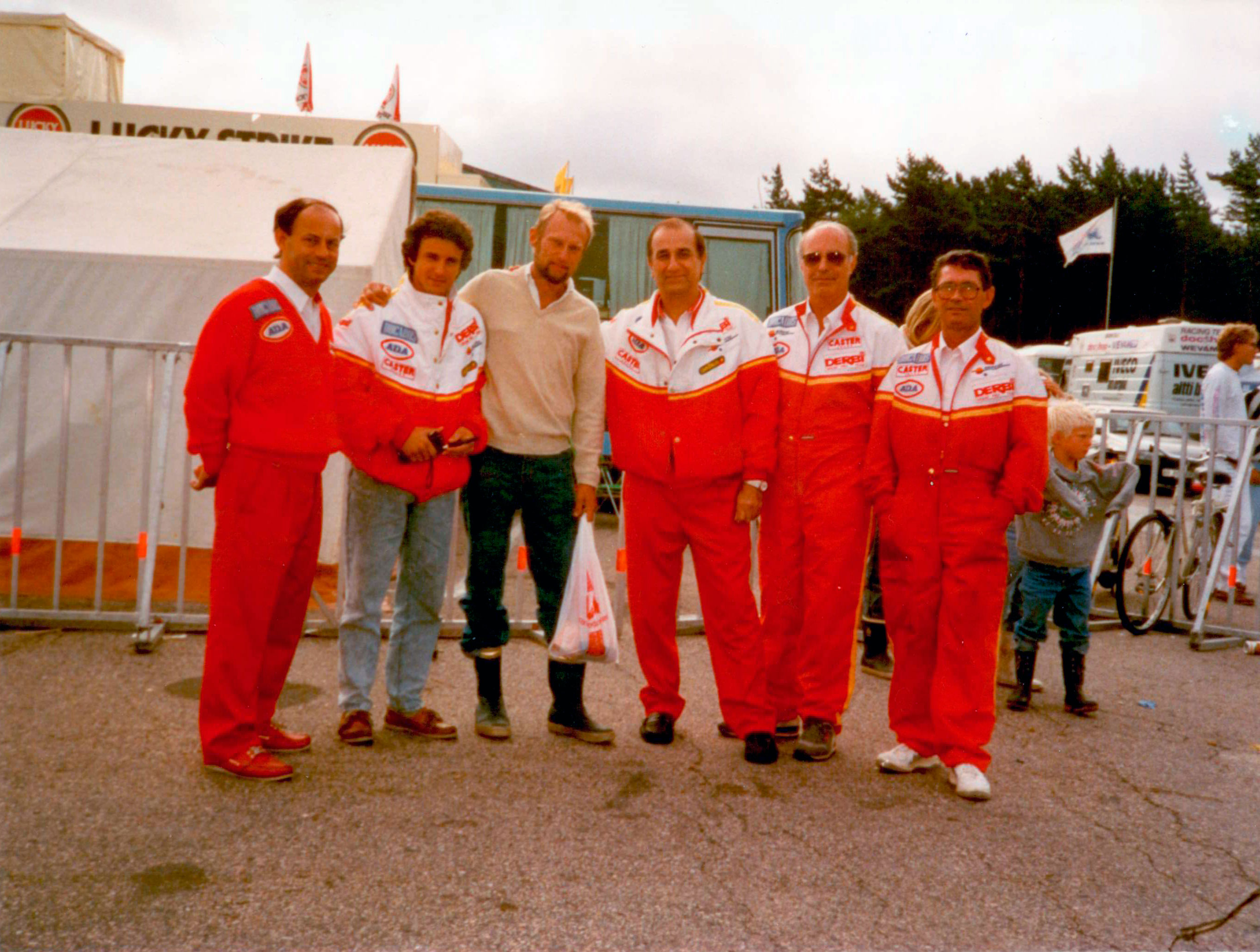
Amb l'equip oficial Derbi, cap a 1990

## Homenatge pòstum

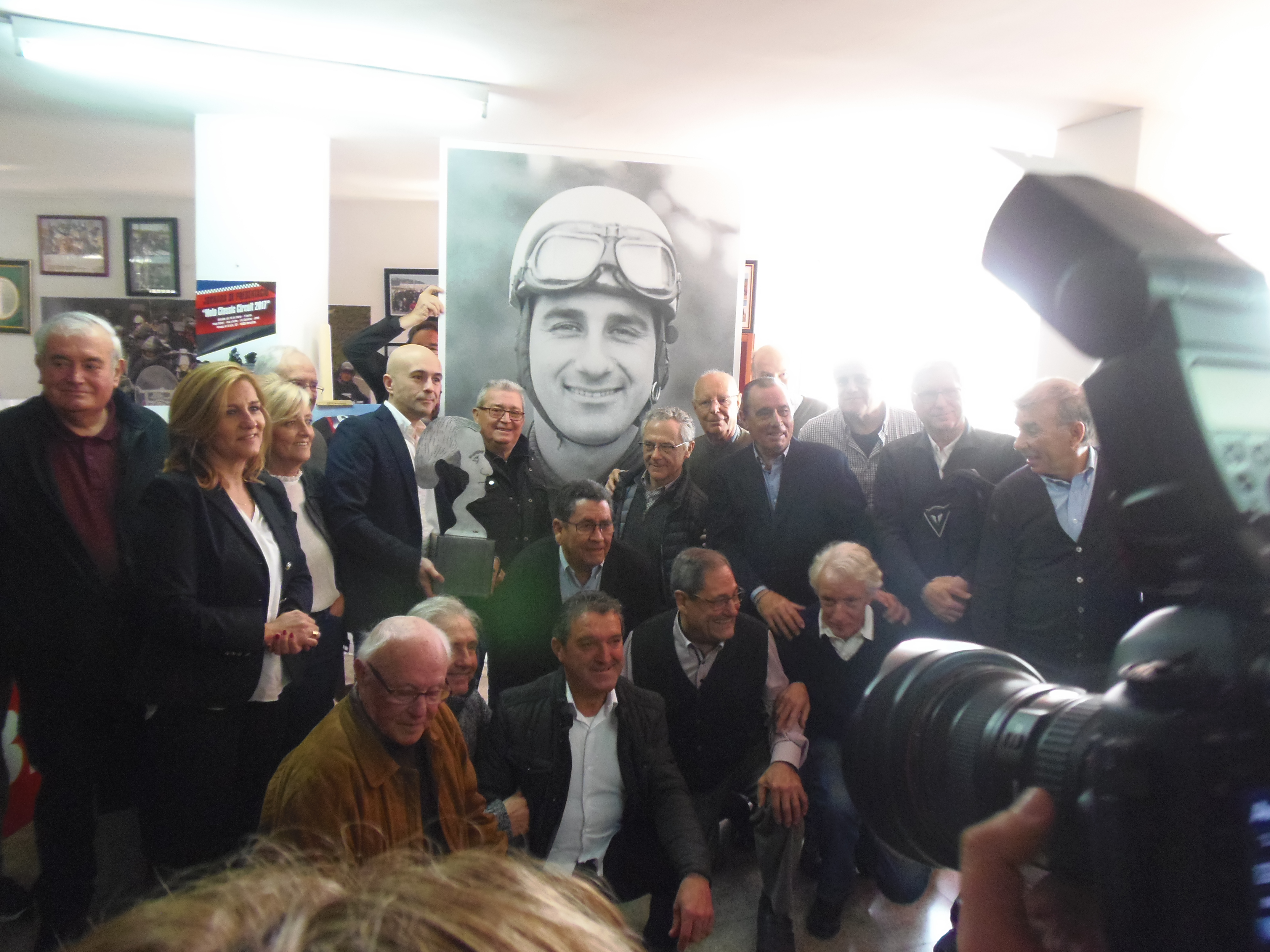
Un moment de l'homenatge

El 18 de febrer de 2017, el Museu Isern de la Moto de Mollet del Vallès li reté un homenatge pòstum dins les seves instal·lacions. L'acte comptà amb la col·laboració dels ajuntaments de Mollet, Parets del Vallès, Sant Fost de Campsentelles, Lliçà d'Amunt, l'Ametlla del Vallès, Lliçà de Vall, Santa Eulàlia de Ronçana, Martorelles, Granollers i el Consell Comarcal del Vallès Oriental. Hi assistiren prop de 200 persones entre les quals hi havia amics i familiars de Tombas, pilots i representants de les institucions públiques. Conduït pel periodista Carlos Domínguez, durant l'homenatge hi hagué parlaments de celebritats del motociclisme com ara Jaume Garriga, Pere Pi, Josep Maria Busquets o Jaume Alguersuari. Entre els nombrosos pilots assistents, a banda de Garriga, Pi, Busquets i Alguersuari s'hi pogué veure per exemple a Ricardo Quintanilla, Joan Parés, Federico van der Hoeven, Ramon Galí, Min Grau, Salvador Cañellas, Joan Bellsolà, Julián Miralles i Champi Herreros.